# Château de la Mallerie
Le château de la Mallerie est un édifice situé à Ploubalay, en France.

## Localisation
Le château est situé sur le territoire de la commune de Ploubalay, dans le département des Côtes-d'Armor, en région Bretagne.

## Description
Le château de La Mallerie présente un logis selon le modèle de la malouinière. De plan rectangulaire double en profondeur, construit en moellons de granite et schiste couverts d'enduit, ce logis au volume important est placé au droit de l'entrée de la cour. Divisé par deux murs de refend portant chacun une large souche de cheminée talutée, couvert d'un toit à longs pans brisés à pignons découverts à rampants à crossettes, il est composé d'un rez-de-chaussée, d'un étage carré, d'un étage de comble et d'un comble. L'élévation antérieure sur cour est animée par cinq travées régulières, la travée axiale en ressaut qui reçoit l'entrée précédée d'un perron, étant coiffée d'un toit brisé en pavillon sommé de deux épis de faîtage en zinc.

## Historique
Le château comprend un logis de la première moitié du XVIIIe siècle construit sur le site d'un manoir du XVIIe siècle dont il subsiste un logis déclassé et une dépendance datée de l'année 1600 (date portée). Le vicomte Henri Frotier de La Messelière signale que le manoir de La Mallerie avec chapelle et colombier du XVIIe siècle, relevait du domaine royal de Dinan et qu'il fut la résidence de la famille du Breil de Pontbriand. Le château fut acheté en 1787 par maître Toussain Briot, dénommé par la suite Toussaint de La Mallerie, qui participa à l'élaboration du complot royaliste entrepris sous l'égide du marquis de La Rouërie à l'époque révolutionnaire.
Il est inscrit à l'inventaire général du patrimoine culturel,.